# Haroldo da Grenlândia
Haroldo da Grenlândia ou Haroldo, o Grenlandês (em norueguês: Harald Grenske) foi um régulo viquingue no Folde Ocidental da Noruega. Com sua esposa Åsta, gerou o futuro rei da Noruega Olavo II (r. 1015–1028). Se sabe que era filho de Gudrodo e bisneto de Haroldo I (r. 872–933) e que seu reino estava centrado em torno da cidade de Skien.